# Сальникова, Наталья Владимировна
Наталья Владимировна Сальникова (род. 13 января 1986 года) – Заслуженный мастер спорта России (пауэрлифтинг).

## Карьера
Сначала Наталья занималась в Ульяновске лёгкой атлетикой. В 2003 году получила приглашение на участие в областных соревнованиях по пауэрлифтингу. И так и осталась в силовом троеборье. Сначала её тренером был Вячеслав Калинин. Но основные победы Натальи связаны с именем её второго тренера - Сергея Зайцева.
В 2006 году Наталья становится чемпионкой России среди юниоров. Выступая на чемпионате Европы среди юниоров, с результатом 422,5 кг Наталья становится второй в категории до 52 кг.
В 2007 году Сальникова, выступая на чемпионате России, становится второй. Но ей удаётся через несколько недель стать чемпионкой России среди юниоров. Осень 2007 года она становится чемпионкой мира среди юниоров в категории до 52 кг.
На чемпионате России 2008 года впереди Натальи оказывается лишь Оксана Белова - многократная чемпионка мира и Европы - оказавшаяся при равном результате (482,5 кг) легче на 50 граммов. В апреле 2008 года Наталья победила на национальном чемпионате по жиму лёжа и юниорском чемпионате России. 
В 2009 году Сальникова становится чемпионкой России, чемпионкой России среди юниоров, обладателем Кубка России, а также чемпионкой мира.
2010 год принёс Наталье золото чемпионата России и серебро чемпионата мира.
В 2011 году спортсменка из Ульяновска становится чемпионкой России и мира.
В следующем году Наталья выигрывает чемпионаты России по пауэрлифтингу и жиму лёжа. А в ноябре привозит золото с чемпионата мира в Пуэрто-Рико.
В 2013 году Наталья победила на чемпионате России и мира. А главным достижением стало золото Всемирных игр.
В 2014 году она побеждает на чемпионате России и мира. А на чемпионате России без экипировки становится второй. 
В 2015 году Наталья завоевала титул чемпионки России, Европы и мира. На чемпионате мира она становится абсолютной чемпионкой мира.
В 2016 году Наталья снова выигрывает чемпионат России и чемпионат мира, который прошел в США, Флорида, г.Орландо.
В 2017 году Наталья выигрывает чемпионат России, затем в июле она снова выигрывает Всемирные игры по неолимпийским видам спорта, которые прошли в Польше, г.Вроцлав. Так же Наталья становится Абсолютной чемпионкой Всемирных игр.
В этом же году в Чехии Сальникова выигрывает чемпионат мира.
В 2018 году Наталья в ноябре выигрывает очередной чемпионат мира.
В 2019 году 2 февраля Наталья Сальникова в десятый раз выигрывает чемпионат России , и восьмой раз подряд становится абсолютной чемпионкой России. А 3 февраля у Натальи умирает мама.
В ноябре 2019 года Сальникова в 10 раз выигрывает чемпионат мира. Также Наталью на конгрессе IPF заносят в Зал славы международной федерации.
В июле 2025 года Наталья Сальникова в весовой категории до 52 кг установила рекорд в приседании и с суммой 151 кг установила новый рекорд России.